# Буздудженська ущелина
Буздудженська ущелина (рум. Defileul Buzdugeni) — пам'ятка природи геологічного або палеонтологічного типу в Єдинецькому районі Молдови. Розташована поблизу села Буздуджень у місці злиття річок Богда і Раковець. Має площу 244,85 га (100 га згідно із Законом). Об’єкт перебуває у віданні мерії комуни Бурленешть.

## Опис

### Географічне розташування
Буздудженська ущелина розташована в північно-східній частині села Буздуджень, нижче за течією від злиття річок Богда та Раклвець. Починається в західній частині села Гордінешть і спускається на південь до північної частини села Володень. Має довжину 1 км і площею 244,85 га і знаходиться на висоті 121 м над рівнем моря.
Ущелина є продовженням рифового тіла, розташованого на 0,5 км на північ і є частиною природного комплексу Гордінешть-Буздуджень-Бринзень, який включає, серед іншого, Бринзеньські печери та Бринзеньські рифи.

### Палеонтологічне значення
В ущелині виявлено скелетні залишки літотамнійських водоростей, коралів, форамініфер, мшанок, молюсків, ракоподібних та інших морських організмів, які відносяться до баденію та нижнього сармату.
Схили мають висоту до 125 м. У їх основі подекуди знаходяться скупчення порід, що обрушилися зі схилів. Стіни відзначені вапняковими відслоненнями та гротами, деякі з яких несуть сліди діяльності давніх людей. Грот, розташований на висоті 70 м від рівня річки має охоронний статус пам'ятки археології з назвою «Палеологічна стоянка Буздуджень I». Глибина печери близько 9 м, а загальна площа близько 60 м².

## Охоронний статус
Постановою Ради Міністрів Молдавської РСР від 08.01.1975 № 5 об'єкт взято під охорону держави. Охоронний статус підтверджено Законом від 25 лютого 1998 року № 1538  про фонд природних територій, що охороняються державою. Землевласником пам'ятки природи є мерія комуни Буздуджень, до складу якої входить село Буздуджень.
Ущелина представляє інтерес з точки зору геологічної історії, теріофауни та людського суспільства з початку верхнього плейстоцену в цьому районі. Пам'ятка природи має ландшафтне, екотуристичне та культурно-пізнавальне значення.
Станом на 2016 рік природна територія не розмежована, а русло річки всіяне великим камінням, що випало зі стін ущелини та уражене відходами.

## Галерея зображень

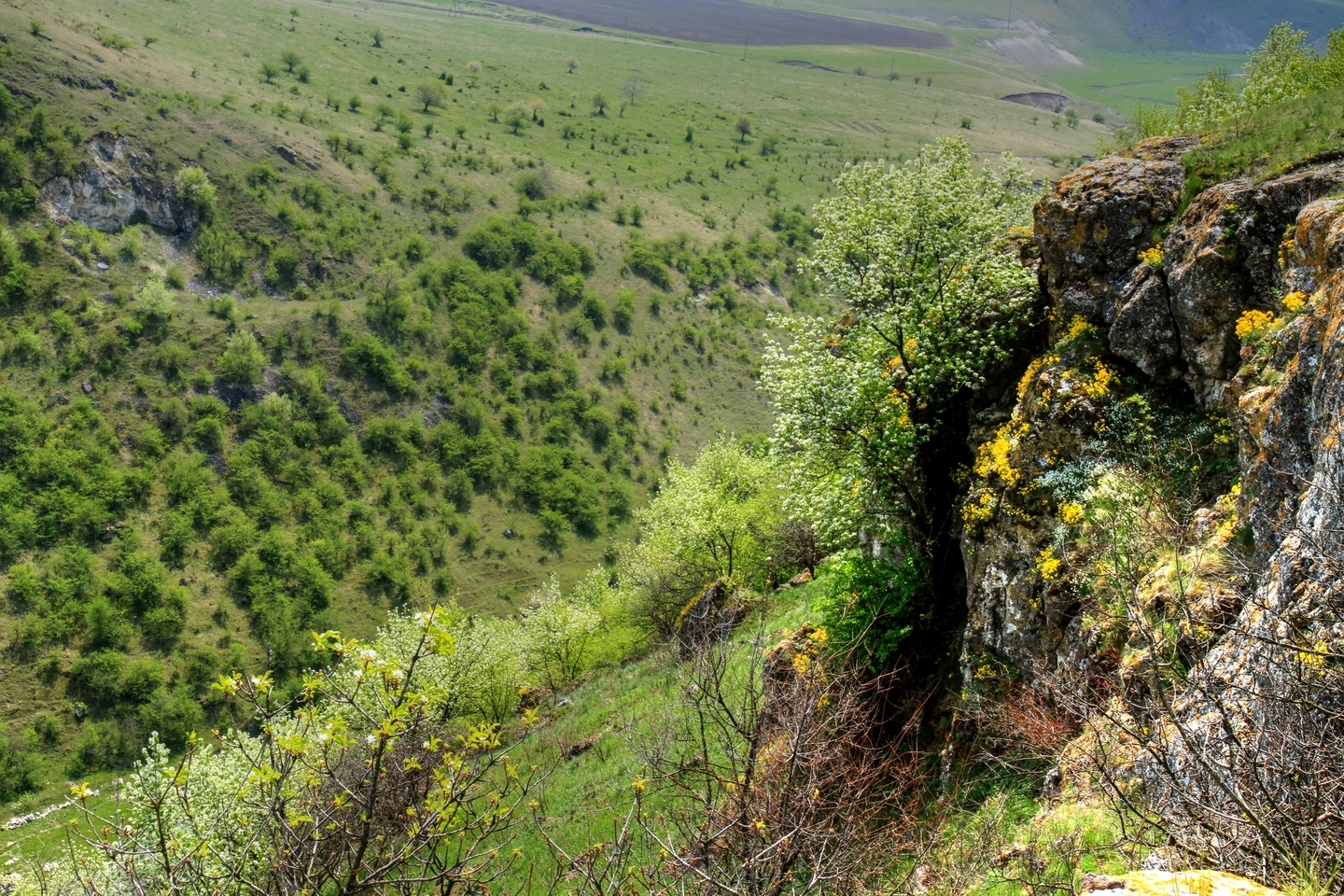
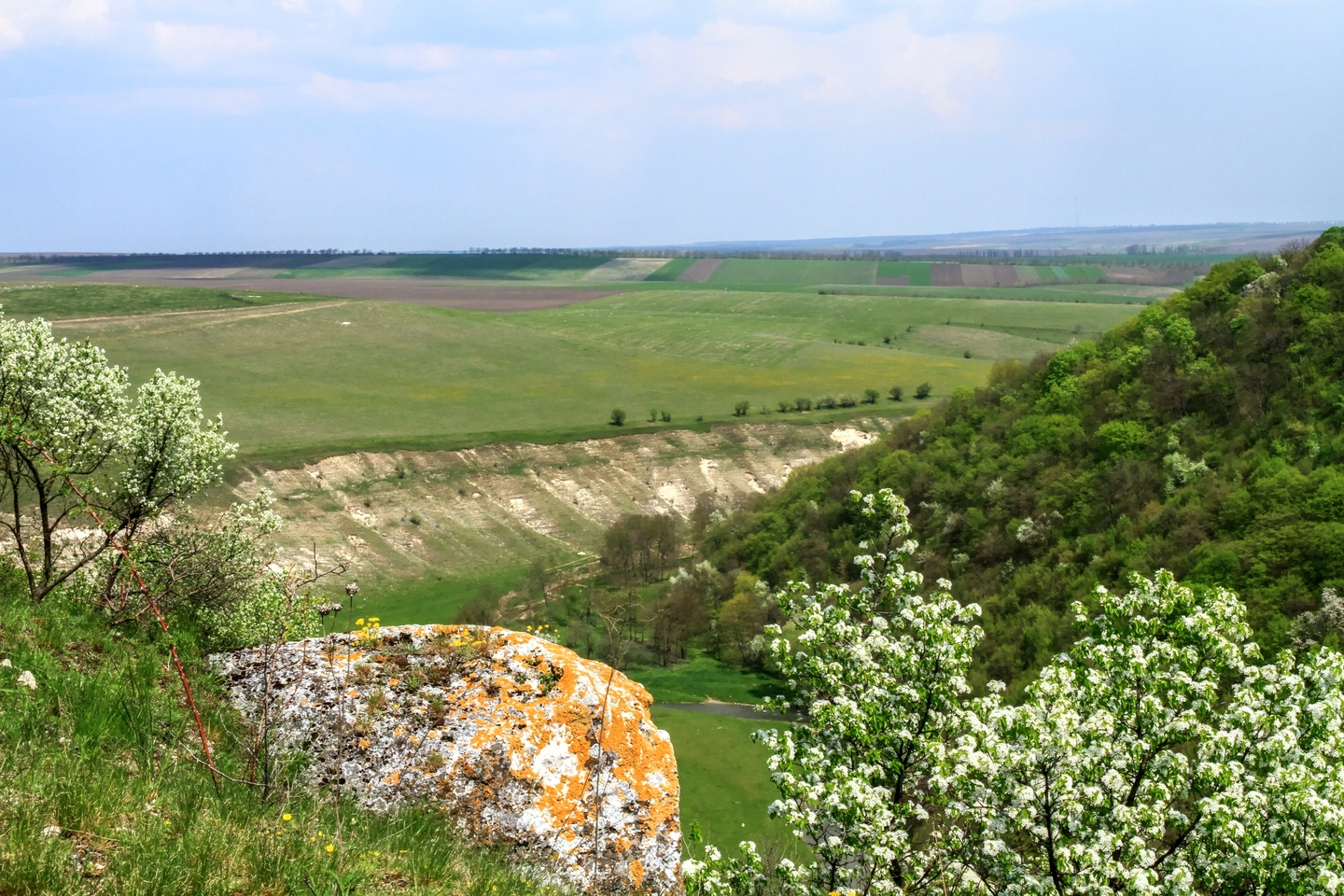
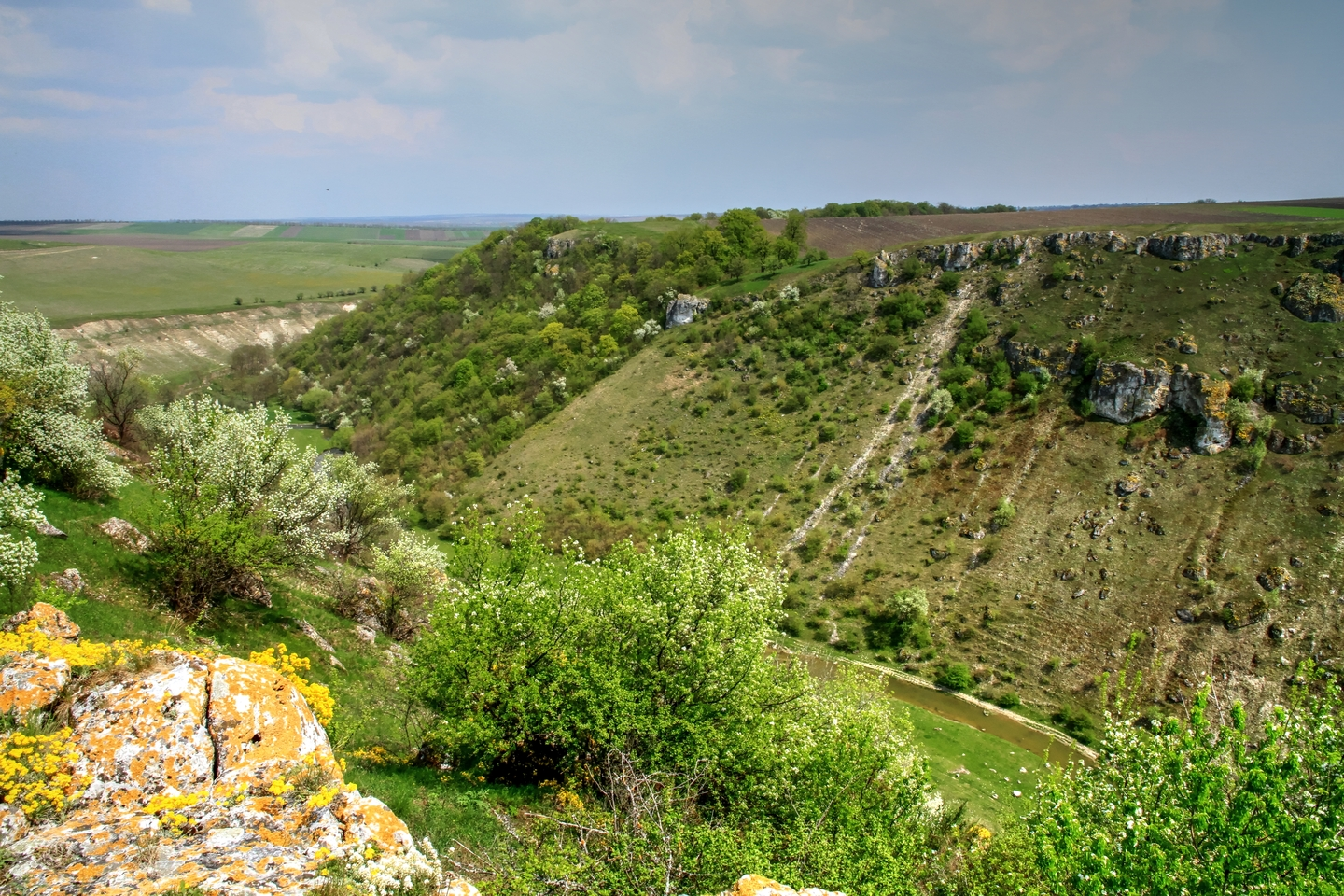
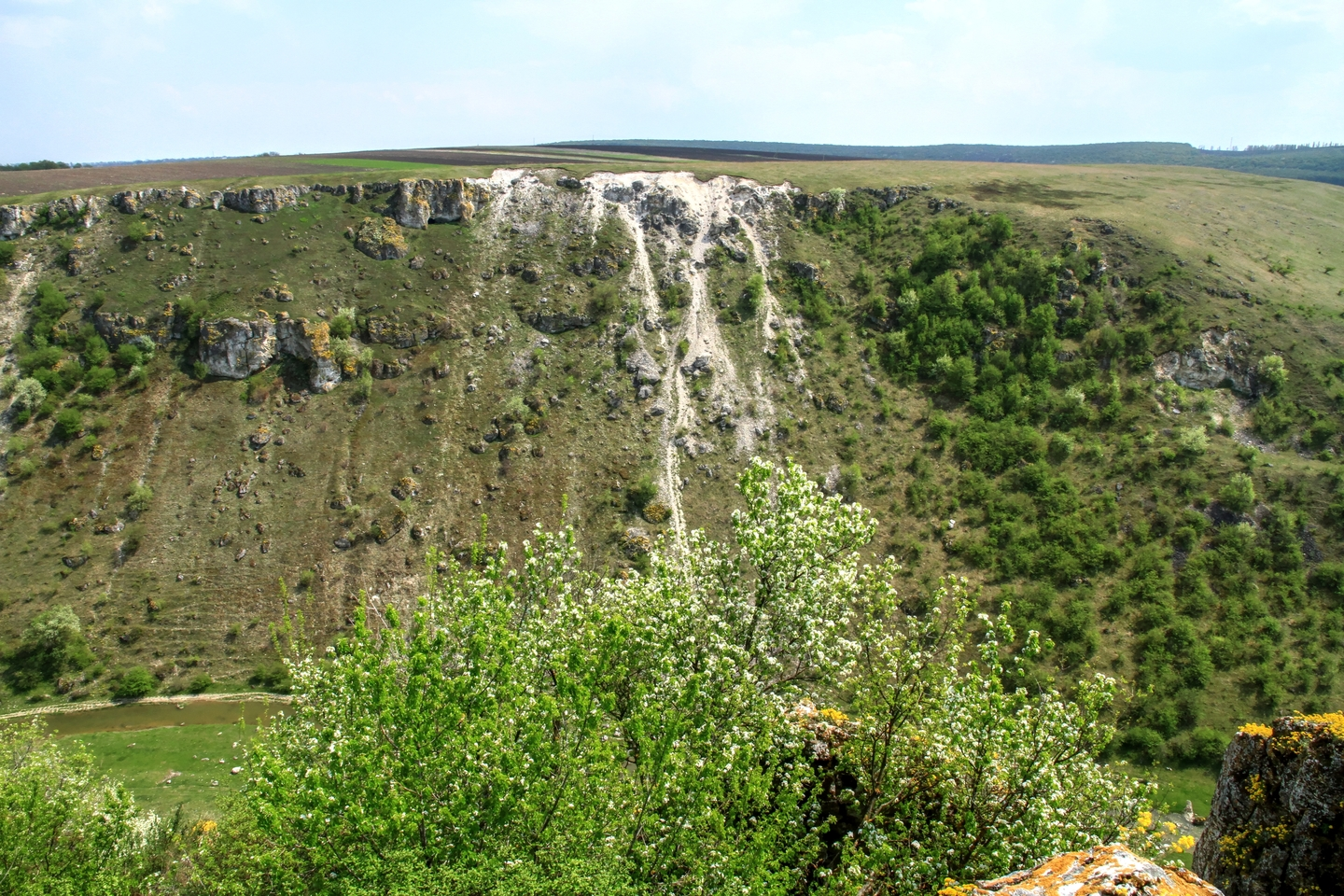
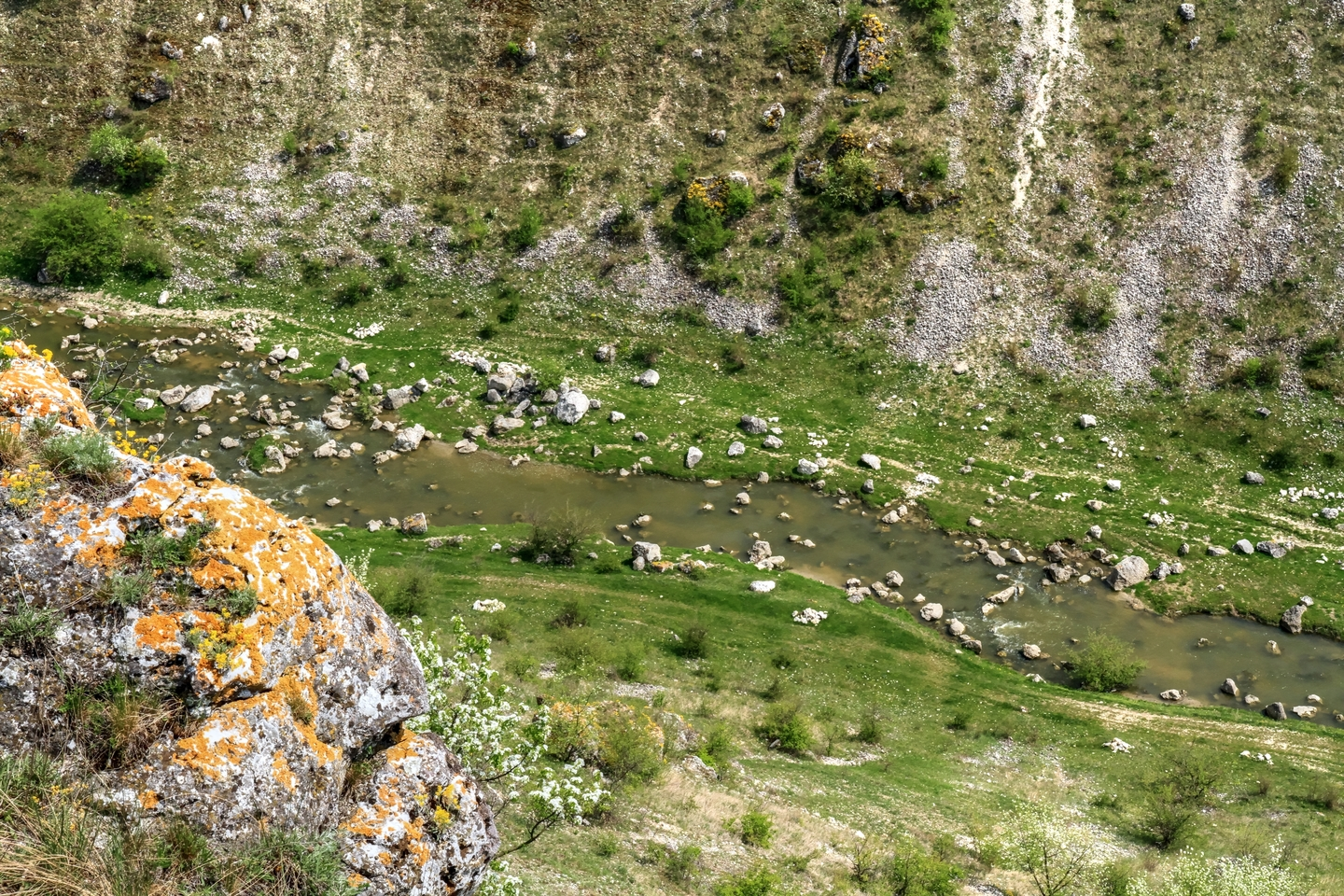